# Christophe Berthonneau
Christophe Berthonneau, né le 3 juin 1963, est metteur en scène, scénographe et producteur. Il est renommé pour ses créations originales ainsi que des feux d'artifice réalisés à l'occasion d'événements internationaux. Il occupe les fonctions de président et de directeur artistique au sein du Groupe F.

## Biographie
Christophe Berthonneau est né en 1963 et a grandi au milieu de créateurs de tout poil. Dès l’âge de 13 ans il choisit le spectacle comme objectif de vie. Il participe alors à une multitude d’aventures artistiques, principalement dans l’espace public. Fasciné par la puissance dramatique du feu il entame à l’âge de 18 ans un processus de recherches tous azimuts sur ce matériau. Ces expérimentations artistiques et techniques sont aujourd’hui mises en application dans de nombreux domaines de l’industrie du spectacle ,.
En 1992 il rejoint le Groupe F et rassemble une équipe pluridisciplinaire pour la création des « Oiseaux de Feu »  premier spectacle multiforme de la compagnie traitant le langage de la lumière sous toutes ses formes. Depuis il conçoit et met en scène des spectacles à ciel ouvert qui font le tour du monde .
Expérimentant sans cesse de nouveaux territoires scénographiques, artistiques et pyrotechniques, il réalise des œuvres contemporaines dans le domaine du théâtre et de l’évènementiel. Ses créations sont ouvertes à tous les publics .

## Principales créations

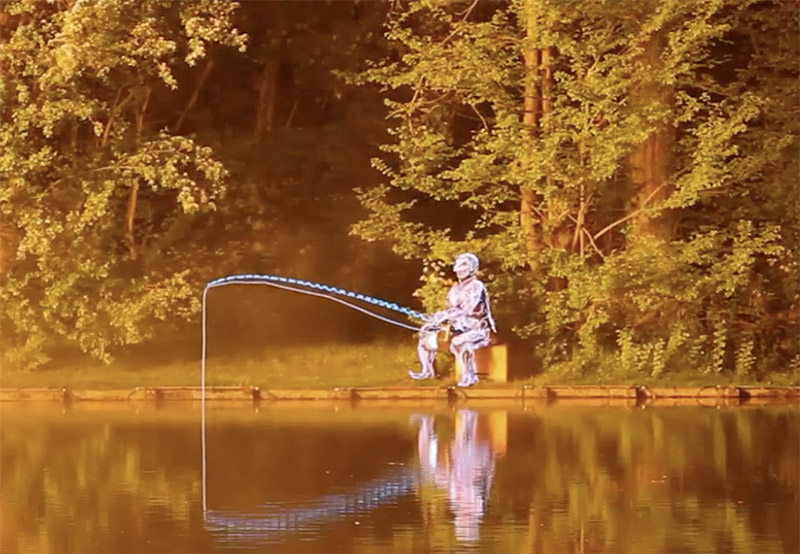
Migrations, la saga des photons, 2013

### Principales mises en scène de spectacles à ciel ouvert
- Les Oiseaux de feu (en tournée de 1994 à 2000)[8]
- Un peu plus de lumière (en tournée de 1997 à 2010)[8]
- Joueurs de lumière (en tournée de 2004 à 2010)[8]
- Coups de foudre (en tournée de 2008 à 2010)[9]
- À Versailles : La Face cachée du Soleil (2007 et 2008)[8]
- L’Autre Monde, Les États et Empires du Soleil (2009)
- Les Noces royales de Louis XIV (2010)[10]
- Le Roi de feu (2015, 2016, 2017)[11],[12]
- Spectacles Migrations depuis 2012[13].
- Spectacle Rhône à Arles pour le lancement de Marseille Provence, capitale européenne de la culture 2013[14]
- Spectacle Focus – La Saga des photons pour le lancement de Dunkerque capitale régionale de la culture 2013[15]
- À fleur de peau (en tournée depuis 2014)[16]
- Au pont du Gard : Lux populi (2008), Impressions (2011), Ludolux (2012), Ulysse au pays des merveilles (2013), Le Magicien d’eau (2014), Les Mondes magiques (2015), Feux gaulois' (2016), Feux romains (2017)[17].
- Suspended Time, création originale pour les 50 ans de l'album Sergent Pepper's Lonely Hearts Club Band des Beatles, pour le festival Sgt Pepper at 50, Liverpool, 2017[18]
- Vives Réflexions, spectacle d'inauguration du Louvre d'Abou Dabi, 2017[19],[20],[21]

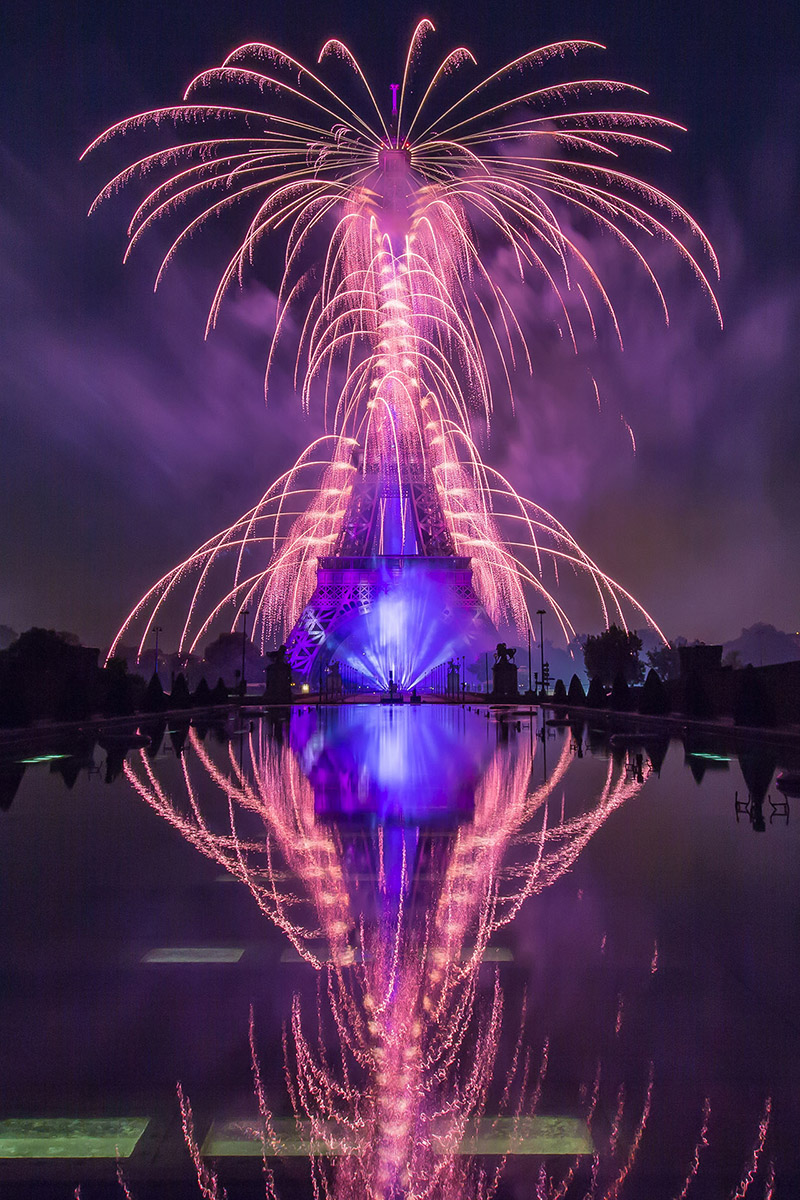
Paris accueille le monde, Tour Eiffel, 14 juillet 2015

### Principaux designs pyrotechniques
- Cérémonies Clôture des Jeux Olympiques de Barcelone 1992[22]
- Clôture de la Coupe du Monde de Football 1998[22]
- Passage à l’an 2000 sur la Tour Eiffel[6],[23]
- Ouverture et  Clôture des Jeux Olympiques et Paralympiques d’Athènes 2004[24]
- Inauguration du pont de Patras 2004
- Clôture du forum universel des cultures à Barcelone, 2004
- Nouvel an à Londres sur le London Eye, 2004 à 2009
- Ouverture et Clôture des Jeux Olympiques et Paralympiques d’hiver à Turin 2006[25]
- Inauguration du musée d’art islamique de Doha 2008
- Ouverture de l'exposition Jeff Koons au Château de Versailles, 2008
- Inauguration du Burj Khalifa 2010[26]
- Ouverture et clôture de  la Coupe d’Asie de football à Doha 2011
- Design pyrotechnique, pour Cai Guo-Qiang, "Aventure d'un soir" pour la Nuit Blanche 2013
- Feu d’artifice sur la tour Eiffel pour la fête nationale 2004, 2009, 2014, 2015, 2016, 2018, 2024[27]
- Cérémonies d’Ouverture et de Clôture des Jeux Olympiques et Paralympiques de Rio 2016[25]
- Feu d'artifice sur le château de Versailles pour le nouvel an 2020
- Nouvel An 2024 à Paris sur les Champs-Élysées, 31 décembre 2023[28]

### Principales créations multimédias
- 150e anniversaire de Gaudi sur la Sagrada Familia 2001
- 120 ans de la Tour Eiffel 2009[29]
- Bicentenaire du Mexique 2010
- Les Noces royales de Louis XIV à Versailles 2010

## Distinctions
- Officier dans l’ordre des Arts et des Lettres, 2011
- Prix « Créateur sans frontière » décerné par Cultures France, 2007
- TEA Award pour une réalisation exceptionnelle pour le « Top de l’an 2000 » sur la Tour Eiffel, 2000
- Reconnu comme l'un des 50 français les plus influents par le magazine Vanity Fair (1), 2015
- Citoyen d'honneur des villes de Maubeuge et d'Arles